# Hysen Memolla
Hysen Memolla, född 3 juli 1992 i Kavajë i Albanien, är en albansk fotbollsspelare (försvarare) som spelar för den italienska klubben Salernitana.